# That Certain Thing
That Certain Thing is een Amerikaanse filmkomedie uit 1928 onder regie van Frank Capra. De film werd destijds in Nederland uitgebracht onder de titel Het meisje van de lunchroom.

## Verhaal
Molly Kelly wil trouwen met een miljonair. Als ze de miljonairszoon Andy B. Charles jr. leert kennen, trouwt ze meteen met hem. Andy's vader is woedend en onterft hem. Andy tracht de brokken nog te lijmen. Op de steun van zijn vrouw hoeft hij al helemaal niet te rekenen.

## Rolverdeling
| Acteur        | Personage           |
| ------------- | ------------------- |
| Viola Dana    | Molly Kelly         |
| Ralph Graves  | Andy B. Charles jr. |
| Burr McIntosh | A.B. Charles sr.    |
| Aggie Herring | Maggie Kelly        |
| Carl Gerard   | Secretaris Brooks   |
| Syd Crossley  | Bediende            |